# Beda Seeauer

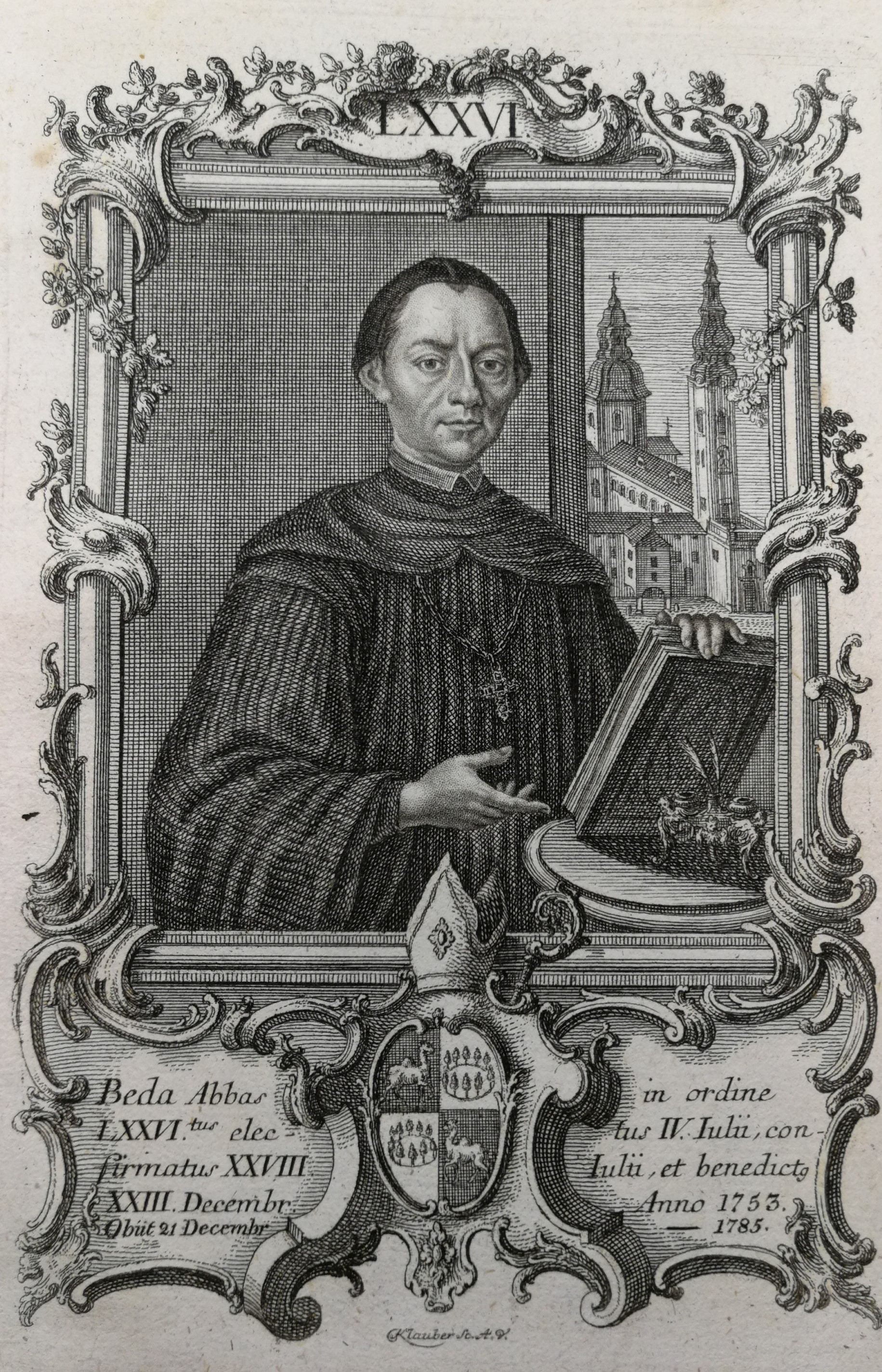
Abtportrait mit Buch und Darstellung der umgebauten Stiftskirche

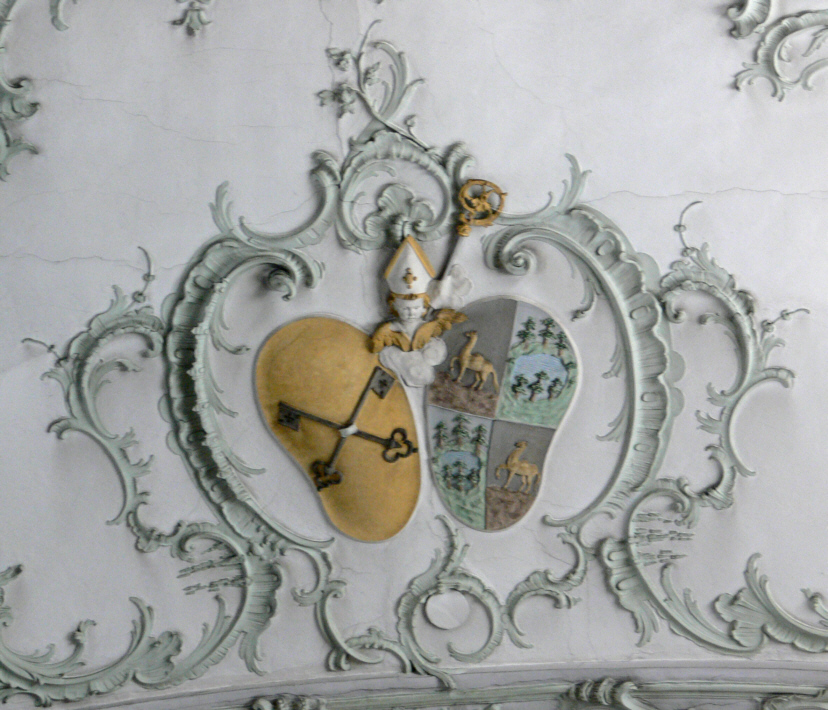
Abtswappen in der Stiftskirche St. Peter

Beda Seeauer OSB, Taufname Johann Josef Ignaz Seeauer (* 28. Juli 1716 in Hallstatt; † 21. Dezember 1785 in Salzburg), war Universitätsprofessor und Abt des Stiftes St. Peter.

## Leben
Er kam in Hallstatt als Sohn des kaiserlichen Salzfertigers und Marktrichters Johann Sigismund Seeauer und seiner Frau Maria zur Welt. Der Knabe Johann bewegte sich seit seinem zehnten Lebensjahr im Benediktinermilieu Salzburgs, da er ab dem 6. Dezember 1726 das Gymnasium der Patres besuchte. Abt Gottfried Kröll von St. Peter war sein Firmpate; bereits mit 16 Jahren erhielt Seeauer am 21. September 1732 das Ordensgewand der Benediktiner von St. Peter und den Ordensnamen Beda. Er studierte Theologie und Jus an der Salzburger Benediktineruniversität. Am 5. Juli 1739 feierte er seine Primiz. Von 1743 bis 1745 wirkte er als Professor für Philosophie, darauf folgte die Ernennung zum Sekretär des Abtes Gottfried (1745–1747). In den Jahren darauf wurde er Beichtvater in Maria Plain (1747–1751) und dann Prediger an der Universitätskirche in Salzburg (1751–1753). Er hatte erst die Pfarrstelle in Dornbach bei Wien angetreten, als das Konventkapitel ihn am 4. Juli 1753 zum Abt der Benediktinerabtei St. Peter wählte.
Entsprechend dem Profil eines Barockabtes war Seeauer um verhältnismäßig viele Neubauten bemüht. Er veranlasste eine Umgestaltung der Prälatur und des Inneren der Stiftskirche im Stil des Rokoko. Der Glockenturm erhielt einen neuen Helm. Während seiner Amtszeit hat er die Zellenbibliothek baulich überarbeiten lassen; im Zuge dessen wurden die Buchbestände neu aufgestellt und vermehrt. Die am Salzburger Residenzplatz gelegene, im Mittelalter bereits bedeutende St.-Michaels-Kirche wurde in Seeauers Auftrag zwischen 1767 und 1778 erweitert; dort hat er als Präses der Michaelsbruderschaft gewirkt.

## Ehrungen
Johann Michael Haydn, der in einer Mietwohnung des Stiftes wohnte, schrieb 1778 zu Seeauers 25-jährigen Abtjubiläum eine Kantate und 1782 zum fünfzigsten Jahrestag seiner Einkleidung ein Applausus (kleines musikdramatisches Werk als Glückwunsch).
Im Salzburger Stadtteil Maxglan ist die Seeauergasse nach dem Abt benannt.

## Werke (Auswahl)
- Systema mundi juxta Copernicum. Salzburg, 1745.
- Novissimum Chronicon antiqui monasterii ad Sanctum Petrum Salisburgi Ordinis Sancti Benedicti. Exhibens ordinem chronologicum Episcoporum, Archiepiscoporum & Abbatum, qui per XII. saecula ab anno 583 Usque ad annum respective 1772. Augsburg 1772.
- Saecularis Memoria defunctorum, sive Compendium vitae et mortis religiosorum, qui in monasterio ad S. Petrum Salisburgi ord. S. Benedicti ab anno 1682 usque ad annum 1782 in Domino obierunt (etc.). Salzburg, 1782.
- Zahlreiche gedruckte Predigten.